# 沃洛迪米爾 (名)
沃洛迪米爾（羅馬化：Volodymyr，發音：[woloˈdɪmɪr] ⓘ，羅馬化：Volodiměrŭ），或譯为沃洛德米爾，是起源于古东斯拉夫语的乌克兰名字。

## 知名人士
- 沃洛迪米爾·澤倫斯基（1978年—），現任烏克蘭總統
- 沃洛迪米尔·弗拉德科，记者、作家及戏剧评论家

## 备注
1. ↑  其他译法有沃羅迪米爾[7]、沃洛基米爾[8][9]。